# Хронология истории Европейского союза
Это историческая хронология Европейского союза и его предыдущего развития.

## Ключевые события
- 2020 — Официальный выход Великобритании из состава Европейского союза.
- 2013 — Вступление Хорватии
- 2009 — Лиссабонский договор отменяет три опоры Европейского союза
- 2007 — Вступление Болгарии и Румынии
- 2005 — Франция и Нидерланды отклоняют Конституцию Европейского союза
- 2004 — Вступление десяти стран; подписание Конституции Европейского союза
- 2002 — Евро заменяет двенадцать валют разных стран
- 1999 — Мошенничество в Комиссии[англ.] приводит к отставке
- 1995 — Вступление Австрии, Финляндии и Швеции
- 1993 — Определяются Копенгагенские критерии
- 1992 — Маастрихтский договор — рождается Европейский союз
- 1989 — Падение Железного занавеса в Восточной Европе
- 1986 — Единый европейский акт; Вступление Португалии и Испании; принят флаг
- 1985 — Комиссия Делора, Гренландия оставляет Сообщество
- 1981 — Вступление Греции
- 1979 — Первые прямые выборы в Парламент
- 1973 — Вступление Дании, Ирландии и Великобритании
- 1967 — Договор слияния
- 1963 — Соглашение в Анкаре положило начало процессу с тремя шагами к созданию Таможенного объединения, которое помогло бы обеспечить полноправное членство Турции в ЕЭС.
- 1963 — Шарль де Голль наложил вето на вступление Британии.
- 1957 — Римский договор создает Европейское экономическое сообщество
- 1951 — Парижский договор создает Европейское объединение угля и стали
- 1945 — Окончание Второй мировой войны

## Структурное развитие
| Подписан Вступил в силу Документ | 1948 Брюссельский пакт                                          | 1951 1952 Парижский договор                           | 1954 1955 Парижские соглашения                        | 1957 1958 Римские договоры                            | 1965 1967 Договор слияния                             | 1975 неприменимо Решение Европейского совета | 1986 1987 Единый европейский акт   | 1992 1993 Маастрихтский договор | 1992 1993 Маастрихтский договор | 1997 1999 Амстердамский договор | 2001 2003 Ниццкий договор | 2007 2009 Лиссабонский договор | 2007 2009 Лиссабонский договор |  |  |  |  |  |  |  |  |
|                                  |                                                                 |                                                       |                                                       |                                                       |                                                       |                                              |                                    |                                 |                                 |                                 |                           |                                |                                |  |  |  |  |  |  |  |  |
| Три опоры Европейского союза:    |                                                                 |                                                       |                                                       |                                                       |                                                       |                                              |                                    |                                 |                                 |                                 |                           |                                |                                |  |  |  |  |  |  |  |  |
| Европейские сообщества:          |                                                                 |                                                       |                                                       |                                                       |                                                       |                                              |                                    |                                 |                                 |                                 |                           |                                |                                |  |  |  |  |  |  |  |  |
|                                  | Европейское сообщество по атомной энергии (Евратом)             |                                                       |                                                       |                                                       |                                                       |                                              |                                    |                                 |                                 |                                 |                           |                                |                                |  |  |  |  |  |  |  |  |
|                                  |                                                                 |                                                       | Европейское объединение угля и стали (ЕОУС)           | Европейское объединение угля и стали (ЕОУС)           | Европейское объединение угля и стали (ЕОУС)           | Срок действия истёк в 2002-м                 | Срок действия истёк в 2002-м       | Срок действия истёк в 2002-м    |                                 | Европейский союз (ЕС)           | Европейский союз (ЕС)     |                                |                                |  |  |  |  |  |  |  |  |
|                                  |                                                                 |                                                       | Европейское экономическое сообщество (ЕЭС)            | Европейское экономическое сообщество (ЕЭС)            | Европейское экономическое сообщество (ЕЭС)            |                                              |                                    | Европейское сообщество (ЕС)     | Европейское сообщество (ЕС)     | Европейский союз (ЕС)           | Европейский союз (ЕС)     |                                |                                |  |  |  |  |  |  |  |  |
|                                  |                                                                 | TREVI                                                 | TREVI                                                 | Правосудие и внутренние дела (ПВД)                    |                                                       |                                              |                                    | Европейское сообщество (ЕС)     | Европейское сообщество (ЕС)     | Европейский союз (ЕС)           | Европейский союз (ЕС)     |                                |                                |  |  |  |  |  |  |  |  |
|                                  | Полицейское и судебное сотрудничество по уголовным делам (ПССУ) | TREVI                                                 | TREVI                                                 | Правосудие и внутренние дела (ПВД)                    |                                                       |                                              |                                    |                                 |                                 | Европейский союз (ЕС)           | Европейский союз (ЕС)     |                                |                                |  |  |  |  |  |  |  |  |
|                                  | Европейское политическое сотрудничество (ЕПС)                   | Общая внешняя политика и политика безопасности (ОВПБ) | Общая внешняя политика и политика безопасности (ОВПБ) | Общая внешняя политика и политика безопасности (ОВПБ) | Общая внешняя политика и политика безопасности (ОВПБ) |                                              |                                    |                                 |                                 | Европейский союз (ЕС)           | Европейский союз (ЕС)     |                                |                                |  |  |  |  |  |  |  |  |
| Западный союз (ЗС)               | Западный союз (ЗС)                                              | Западноевропейский союз (ЗЕС)                         | Западноевропейский союз (ЗЕС)                         | Западноевропейский союз (ЗЕС)                         | Западноевропейский союз (ЗЕС)                         | Западноевропейский союз (ЗЕС)                |                                    |                                 |                                 |                                 | Европейский союз (ЕС)     |                                |                                |  |  |  |  |  |  |  |  |
| Западный союз (ЗС)               | Западный союз (ЗС)                                              | Западноевропейский союз (ЗЕС)                         | Западноевропейский союз (ЗЕС)                         | Западноевропейский союз (ЗЕС)                         | Западноевропейский союз (ЗЕС)                         | Западноевропейский союз (ЗЕС)                | Прекращение деятельности к 2011-му |                                 |                                 |                                 |                           |                                |                                |  |  |  |  |  |  |  |  |
|                                  |                                                                 |                                                       |                                                       |                                                       |                                                       |                                              |                                    |                                 |                                 |                                 | п о р                     |                                |                                |  |  |  |  |  |  |  |  |